# Любомиров, Любомир
Любомир Любомиров (болг. Любомир Любомиров, родился 22 ноября 1958 года) — болгарский хоккеист, игравший на позиции нападающего. Выступал за софийский «Левски-Спартак». В составе сборной Болгарии — участник Зимних Олимпийских игр 1976 года, провёл 5 матчей группового этапа и один квалификационный матч на Олимпиаде (все их Болгария проиграла). В игре против Австрии (2:6) забросил шайбу с передачи Ивана Пенелова (54:38). Также заработал 18 штрафных минут.